# EWeek
EWEEK (девіз:  The Enterprise Newsweekly , укр. Підприємство щотижня) - щотижневий журнал, присвячений технологіям та бізнесу. Власник - компанія QuinStreet, яка придбала журнал в 2012 році у Ziff Davis.
Журнал складається з паперового видання і вебсайту, присвячених корпоративної темі і призначених в першу чергу для IT-фахівців.

## Аудиторія
Аудиторія журналу найчастіше пов'язана із закупівлями промислових рішень і, відповідно, передплатники є досить кваліфікованими фахівцями.

## Історія
Журнал був раніше відомий як PC Week до свого придбання Ziff Davis.
PC Week був заснований влітку 1983 року головним редактором Дрейком Ланделлом (англ. Drake Lundell), видавцем Бобом Зігелем (англ. Bob Zeigel) і німецьким фінансистом Отмаром Вебером (англ. Otmar Weber) з видавництва M & T Publishing, який володів кількома європейськими комп'ютерними журналами. Ланделл і Зігель раніше працювали в журналі Computerworld.
У серпні 2007 року видання Ziff Davis корпоративної спрямованості, серед яких були eWEEK, Baseline, CIO Insight, Channel Insider, Web Buyer's Guide, the Developer Shed Network і деякі інші, були відокремлені від батьківської компанії і продані компанії Insight Venture Partners, сформувавши самостійну компанію Ziff Davis Enterprise.
У 2012 році QuinStreet придбала журнал у Ziff Davis.